# Flockertsholzer Bach
Der Flockertsholzer Bach ist ein orografisch rechter Nebenfluss der Wupper in der bergischen Großstadt Solingen. Der 1,1 Kilometer lange Bach verläuft in einem Kerbtal durch das Westliche Wupperengtal im Staatsforst Burgholz in der Nähe der Stadtgrenze zwischen dem Stadtbezirk Gräfrath und Wuppertal.

## Geographie

### Verlauf
Der Flockertsholzer Bach entspringt in einem Quellteich in der Ortslage Flockertsholz, nach der er auch benannt wurde. Er speist mehrere kleine Teiche und durchfließt in östliche Richtung ein kleines Kerbtal, das von den beiden Naturschutzgebieten Steinbachtal mit Teufelsklippen im Norden und Wupperhang zwischen Fuchskuhl und Unterholzer Bach im Süden umschlossen ist. Der Bach mündet nach etwas mehr als einem Kilometer nördlich der Ortslage Friedenstal und der dortigen Teufelsbrücke in die Wupper. Am gegenüberliegenden Ufer mündet an dieser Stelle der Burgholzbach in die Wupper.

### Zuflüsse
Der Flockertsholzer Bach hat in seinem Oberlauf zwei kleine Zuflüsse, die in der amtlichen Gewässerkarte mit Namen verzeichnet sind: Längen gerundet auf eine Nachkommastelle nach dem FlussGebietsGeoinformationsSystem des Wupperverbandes
- Obenholzer Bach (rechts), 0,2 km
- Linker Zulauf Flockertsholzer Bach, 0,1 km